# Яшково (Сьредський повіт)
Яшково (пол. Jaszkowo) — село в Польщі, у гміні Занемишль Сьредського повіту Великопольського воєводства.
Населення — 265 осіб (2011).
У 1975-1998 роках село належало до Познанського воєводства.

## Демографія
Демографічна структура станом на 31 березня 2011 року:
|          | Загалом | Допрацездатний вік | Працездатний вік | Постпрацездатний вік |
| -------- | ------- | ------------------ | ---------------- | -------------------- |
| Чоловіки | 126     | 25                 | 89               | 12                   |
| Жінки    | 139     | 36                 | 80               | 23                   |
| Разом    | 265     | 61                 | 169              | 35                   |